# Amysoria
Amysoria este un gen de fluturi din familia Hesperiidae. Conține o singură specie, Amysoria galgala.